# Гуго I (граф Мэна)
Гуго (Юг) I (фр. Hugues, ум.939/955) — граф Мэна с 900, сын Роже, графа Мэна, и Ротильды, дочери Карла II Лысого, короля Франции

## Биография
Гуго I пришлось бороться против Гозлина II, претендовавшего на графство, но позже Гуго примирился с ним, женившись на его дочери. Благодаря браку в 914 году своей сестры с Гуго Великим, сыном маркиза Нейстрии Роберта I, Гуго сблизился с Робертинами. Он поддержал Роберта в его восстании против короля Карла III Простоватого. Позже он был верным вассалом Гуго Великого, ставшего в 936 году герцогом Франции.

## Брак и дети
Жена: Билишильда (?), дочь Гозлена II, графа Мэна
- Гуго II (ум. до 992) — граф Мэна
- Гозлин
  - Роргон
- (?) Эрве I — сеньор де Мортань-о-Перш